# Corna Piana
La Corna Piana  è una montagna delle Prealpi Bergamasche alta 2.302 m.

## Descrizione
È situata a cavallo tra la Val Brembana e la Val Seriana, in Provincia di Bergamo. La sommità è formata da una cresta sulla quale spiccano le due vette che si trovano una all'estremità est e l'altra, la più alta, a ovest. La cima ovest raggiunge i 2.302 m. s.l.m., mentre quella est è alta 2.226 m.
A sud della Corna Piana è situato il Pizzo Arera, mentre a nord una lunga e sottile cresta la collega al Corno Branchino e, più a nord, al Monte delle Galline. Un avvallamento formatosi tra il rilievo della Corna Piana e il Corno Branchino ospita il Lago Branchino, laghetto alpino di modeste dimensioni alimentato dallo scioglimento delle nevi e dall'acqua piovana.

## Accessi
La via più diretta per raggiungere la Corna Piana parte da Valcanale di Ardesio, in val Seriana.
Si lascia la macchina al parcheggio o, se c'è posto, allo spiazzo dove termina la strada principale. In inverno, invece, conviene parcheggiare nel piazzale in fondo al paese in quanto la parte terminale della strada oltre il centro abitato non viene pulita dallo spazzaneve.
Dallo spiazzo alla fine della strada partono due vie: il sentiero che conduce al rifugio Alpe Corte e una strada carrabile chiusa da una sbarra che porta a degli impianti di risalita in disuso. Si deve oltrepassare la sbarra e proseguire lungo la strada sterrata fino agli impianti. Qui si passa la seggiovia e si prende il sentiero che oltrepassa un torrente per poi salire lungo le vecchie piste. Si prosegue a zig zag fino a raggiungere un altopiano con in fondo una baita, dove si prende a destra. Cento metri più avanti si apre un'ampia pista a sinistra che bisogna risalire fino a un secondo altopiano. Da qui si risalire sia prendendo il sentiero un po' meno ripido che va verso sinistra che quello più diretto che va a destra: entrambe conducono al canale che separa la Corna Piana dal pizzo Arera. In cima al canale si è al passo di Corna Piana e si prende a destra verso la vicina cresta della montagna.
Una seconda via di risalita passa per il rifugio Alpe Corte e prosegue per il lago Branchino per poi costeggiare la pancia ovest del monte, poco sopra il sentiero dei Fiori, salendo quindi fino in cresta.
È possibile anche raggiungere la Corna Piana dal Rifugio Capanna 2000. SI prende il sentiero dei fiori costeggiando il lato W dell'Arera fino ad arrivare ad un vallone dove si seguono le indicazioni per il Passo di Corna Piana sulla destra. Arrivati al valico si segue la cresta come nel primo itinerario.
Si può partire inoltre dalle baite di Mezzeno, situate in fondo alla strada che sale da Capovalle di Roncobello, in valle Brembana. In questo caso si segue il sentiero dei Fiori fino a raggiungere il lago Branchino, e quindi si prosegue per la medesima via indicata nel secondo itinerario.

## Sentieri
Sul lato ovest della Corna Piana passa il Sentiero dei Fiori, un sentiero che da maggio a giugno vanta la presenza di svariati tipi di fiori. Il sentiero parte dalle baite di Mezzeno, situate a Capovalle di Roncobello (Valle Brembana) e arriva fino al Rifugio Capanna 2000.

## Galleria d'immagini

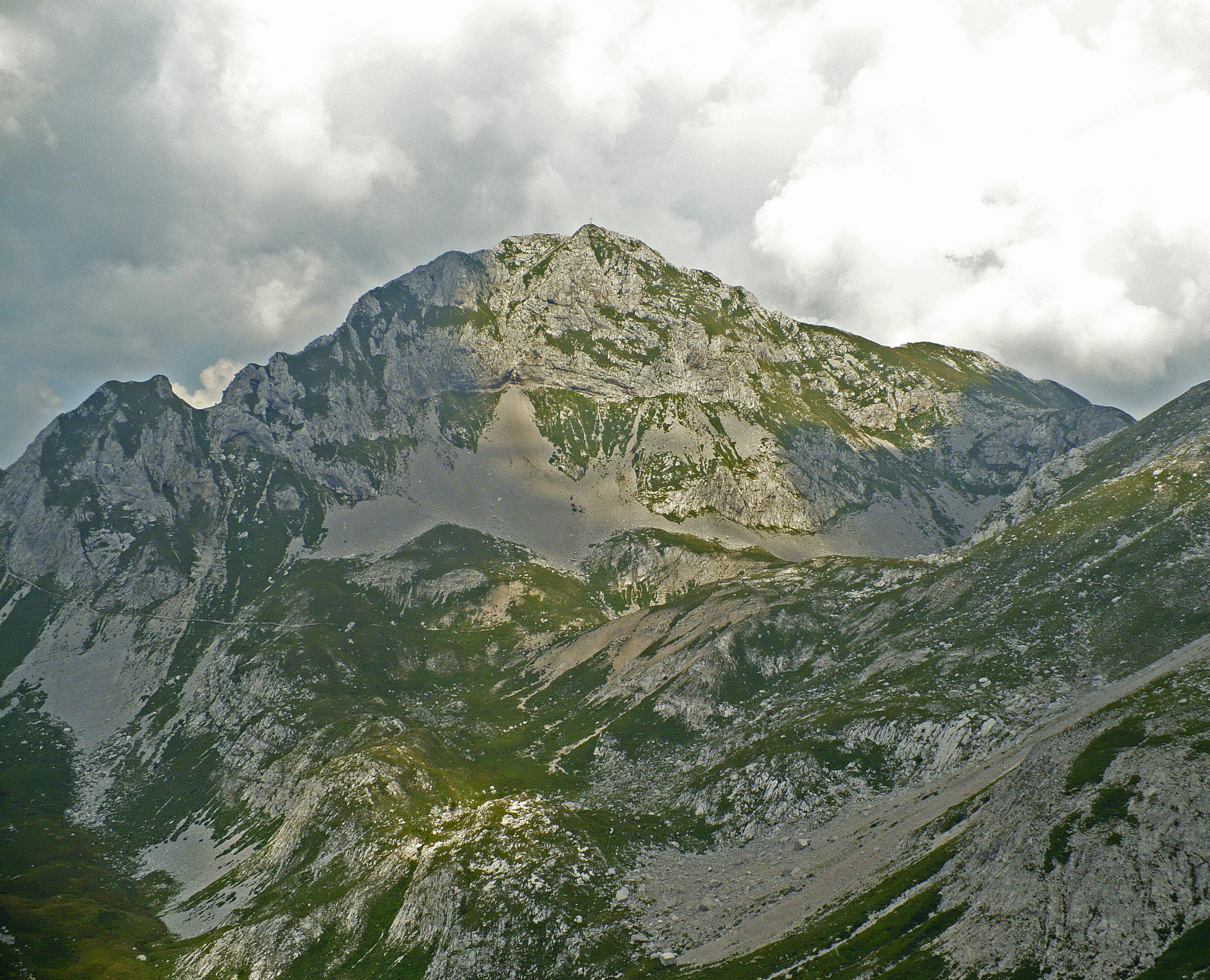
La Corna Piana vista dal Sentiero dei fiori, provenendo dal Rifugio Capanna 2000
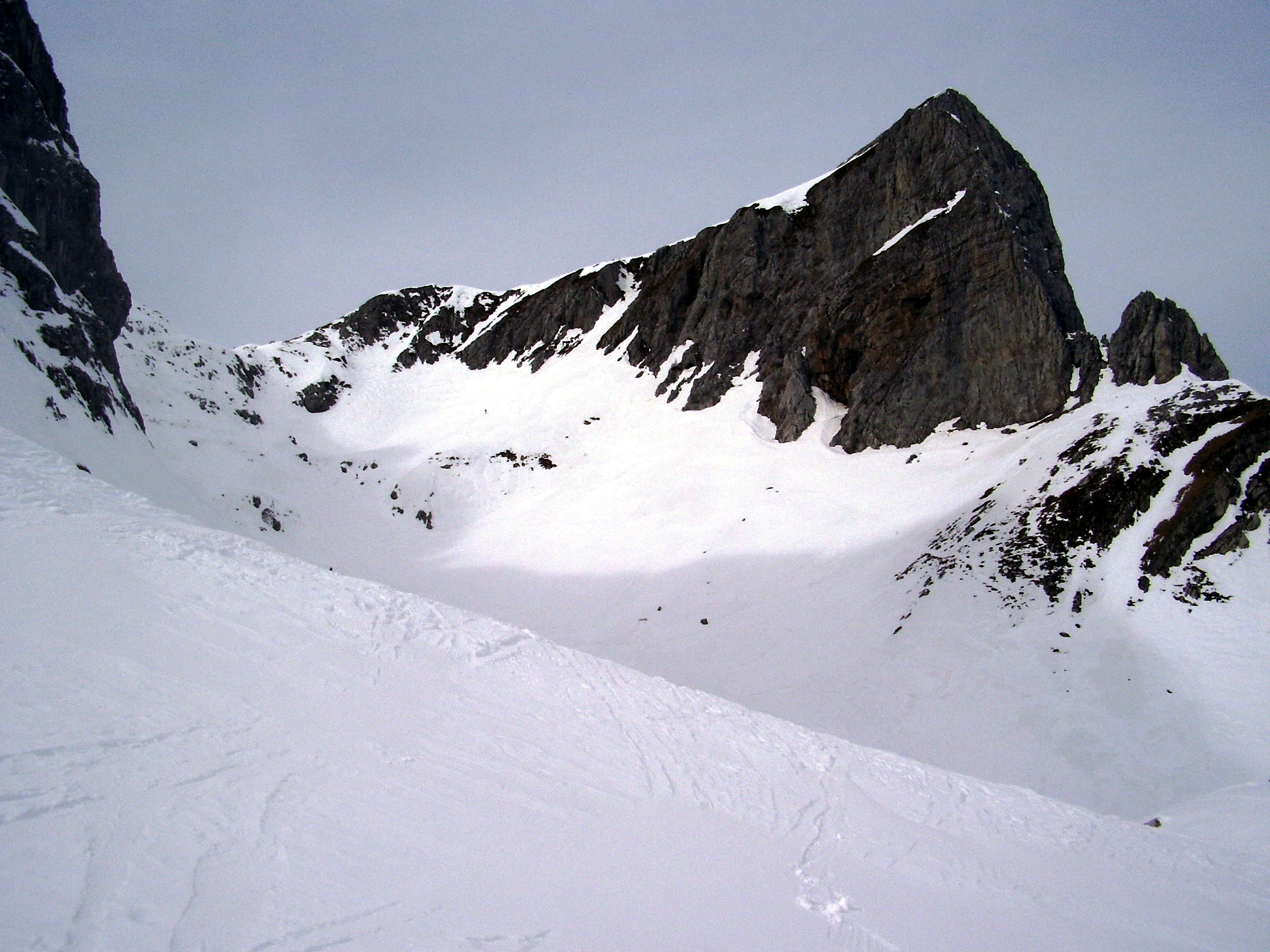
La cima est vista dal canale che la divide dal Pizzo Arera
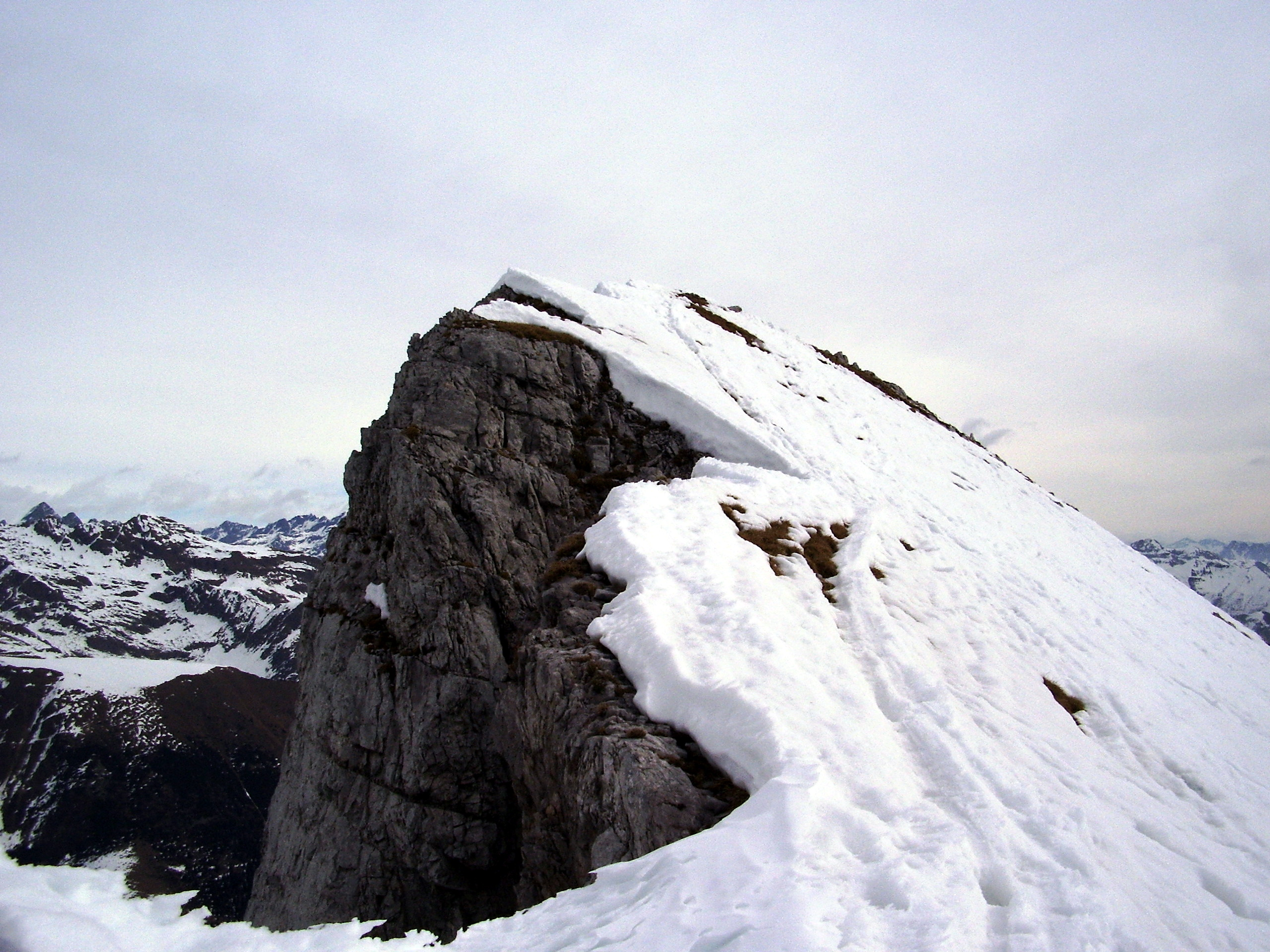
la vetta est vista dalla cresta
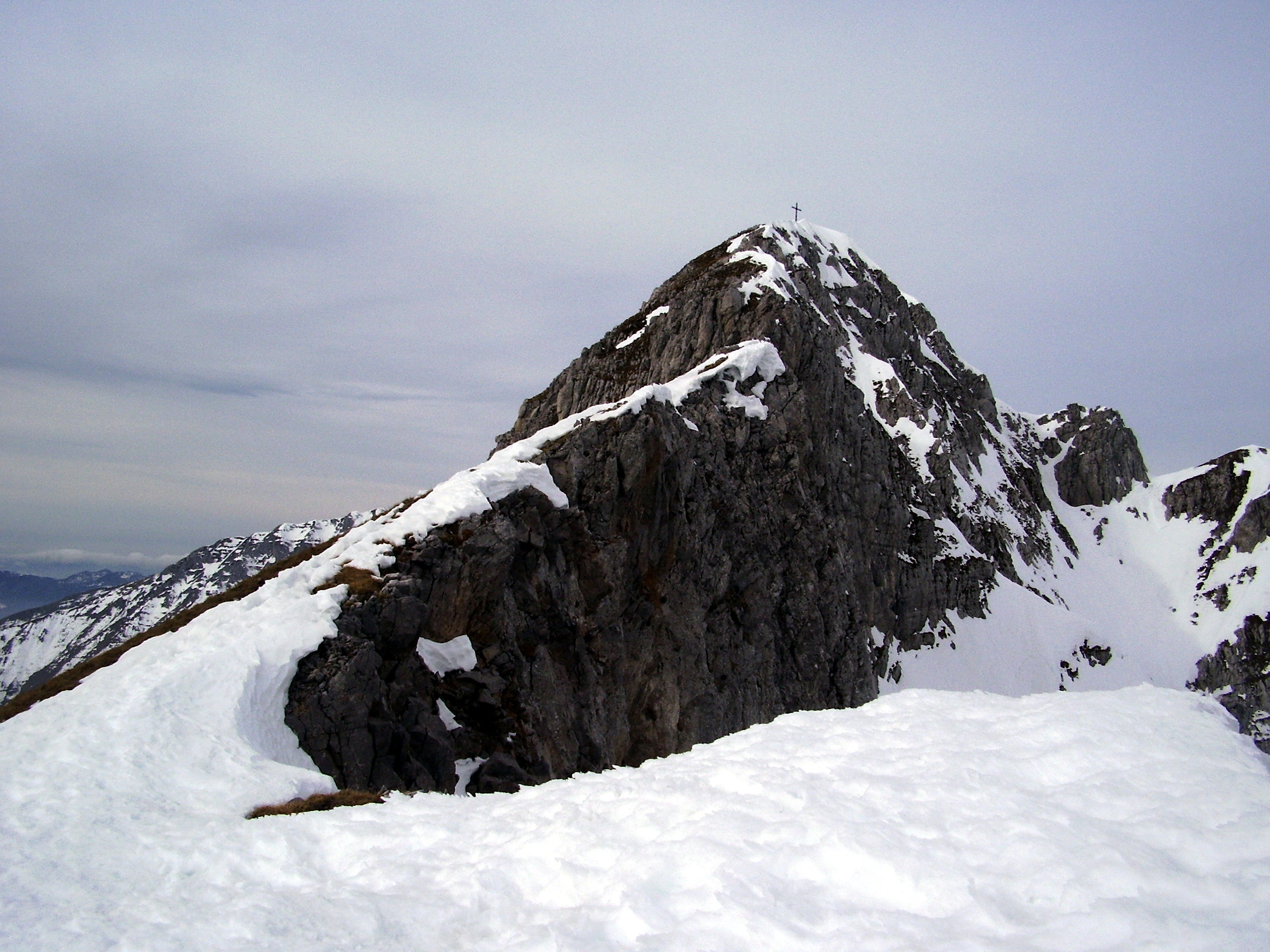
la vetta ovest vista dalla cresta
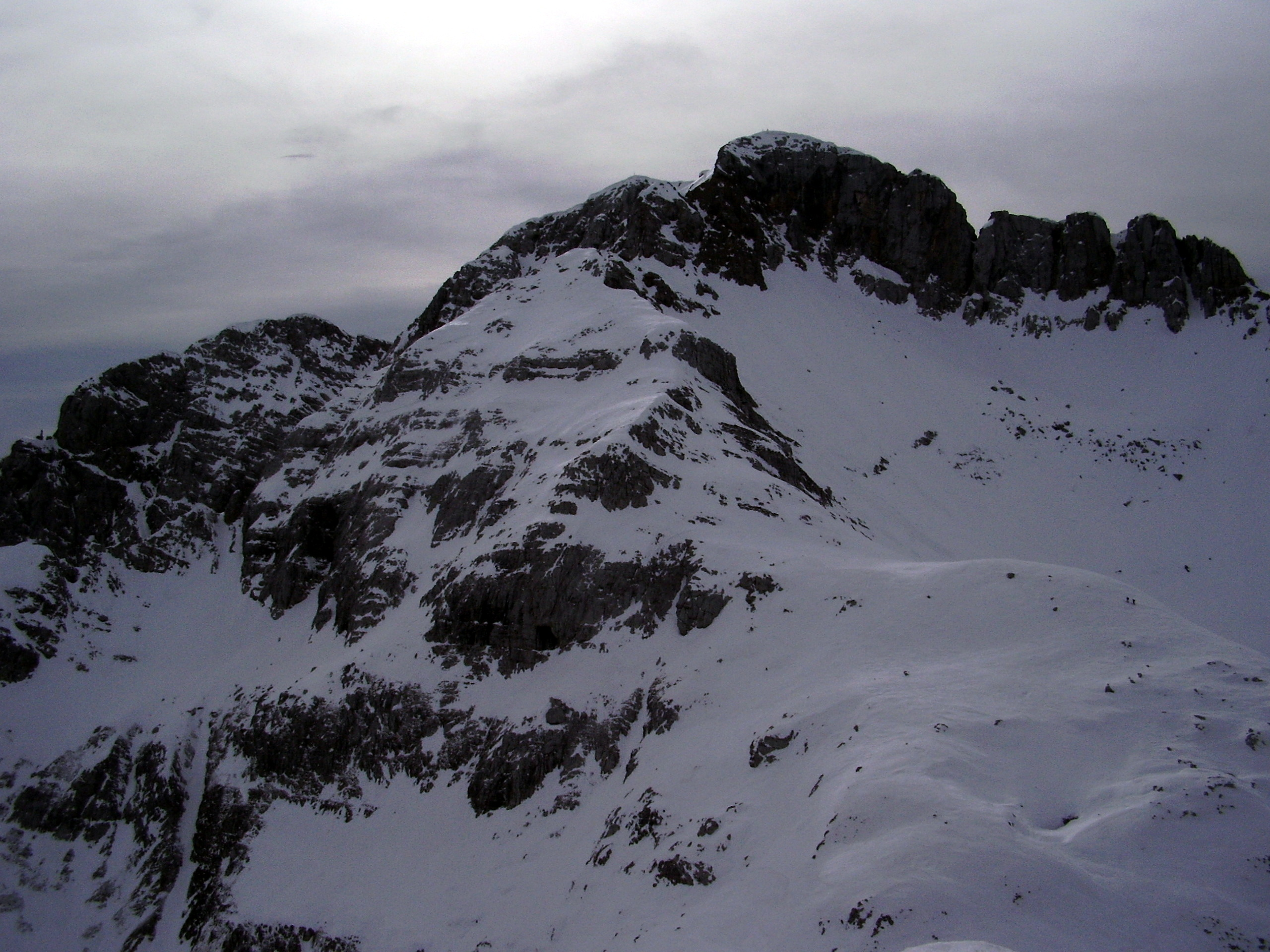
Il Pizzo Arera visto dalla Corna Piana
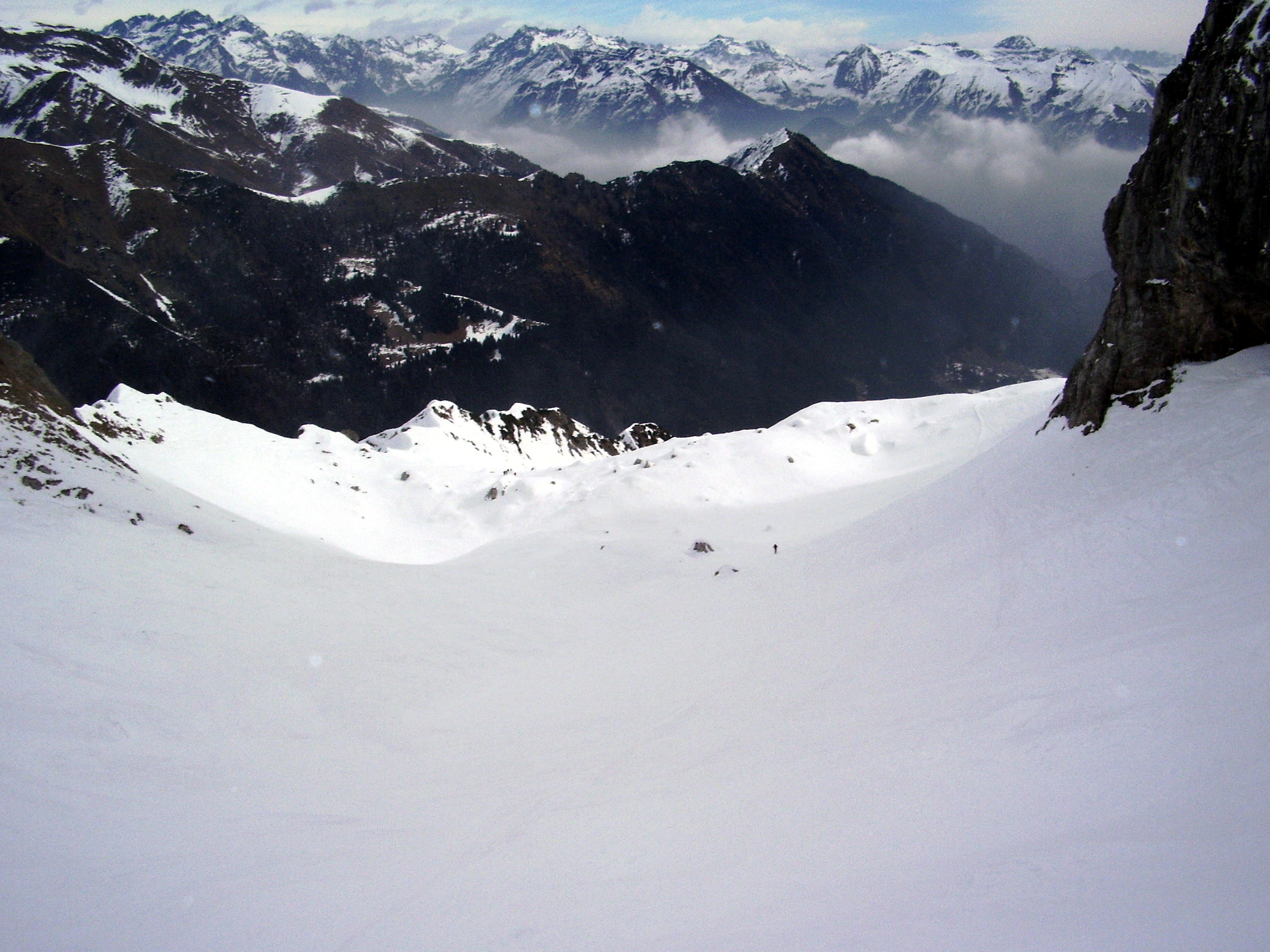
Il canale che separa la Corna Piana dal Pizzo Arera
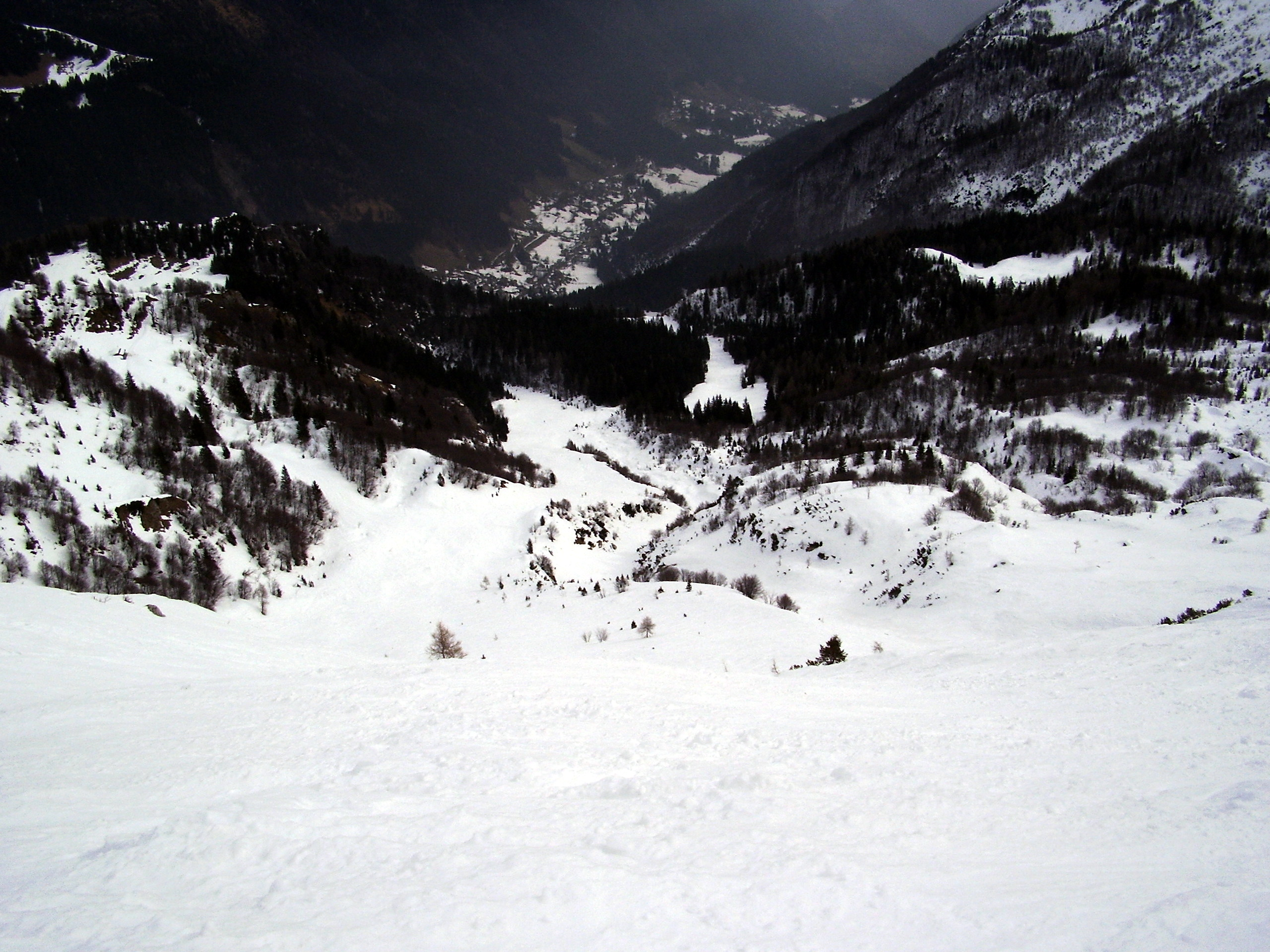
Le vecchie piste di Valcanale